# فقر الدم اللاتنسجي
فقر الدم اللا تنسجي (بالإنجليزية: Aplastic Anemia)‏ أو فشل نخاع العظم هي حالة توصف بعدم قدرة نخاع العظم على إنتاج عدد كافي من الخلايا لتجديد خلايا الدم. مرضى فقر الدم اللا تنسجي يعانون من نقص في كافة خلايا الدم ، ويشمل النقص خلايا الدم الحمراء وخلايا الدم البيضاء والصفائح الدموية.

## الأعراض
- فقر الدم وشحوب والشعور بالضيق وخفقان القلب.
- قلة الصفيحات (نقص في عدد الصفائح الدموية) ويؤدي ذلك إلى زيادة خطر نزف الدم.
- قلة الكريات البيض (نقص في عدد كريات الدم البيضاء) ويؤدي ذلك إلى زيادة خطر العدوى.
- قلة الشبكيات (نقص في عدد الخلايا الشبكية أو خلايا الدم الحمراء غير مكتملة النمو).

## الأسباب
في كثير من الحالات يكون السبب مجهولا، لكن هناك حالة واحدة معروفة السبب وهي أمراض المناعة الذاتية والتي تهاجم فيها خلايا الدم البيضاء نخاع العظم.
كما أن فقر الدم اللاتنسجي يكون أحيانا مرتبطا بالتعرض للسموم مثل البنزين، أو مع استعمال أدوية معينة كـ الكلورامفينيكول والكربمزبين والفلباميت والفينيتوين والكينين والبيوتازون. الكثير من الأدوية لها علاقة مع عدم القدرة على تكوين النسيج (aplasia) حسب بعض التقارير لكنها احتمالية ضئيلة. على سبيل المثال الكلورامفينيكول يتبع بعدم القدرة على تكوين النسيج (aplasia) في 1 من كل 40000 من مستخدمية، والحالات الظاهرة في مستخدمي الكربمزبين أكثر ندرة .
التعرض للإشعاع المؤين من مواد مشعة أو أجهزة تصدر هذه الإشعاعات لها علاقة أيضًا بالإصابة بفقر الدم اللاتنسجي. توفيت العالمة الشهيرة  ماري كوري لعملها الرائد في مجال النشاط الإشعاعي بسبب فقر الدم اللاتنسجي بعد أن عملت لفترة طويلة بدون حماية من المواد المشعة ؛ فالآثار الضارة للإشعاع المؤين لم تكن معروفة آنذاك.
فقر الدم اللاتنسجي موجود في أكثر من 2% من من مرضى التهاب الكبد الفيروسي الحاد.
يمكن أن يكون فقر الدم اللاتنسجي قصير الأجل ناجمًا عن عدوى فيروس البارفو. في البشر المستضد P (المعروف أيضًا باسم غلوبوزيد)وهو مستقبلات خلوية لفيروس البارفو B19 الذي يسبب المرض الخامس (fifth disease) في الأطفال. فيروس البارفو يسبب توقف كامل عن إنتاج خلايا الدم الحمراء. في معظم الحالات تمر من دون ملاحظة، تعيش خلايا الدم الحمراء مدة تزيد عن 120 يومًا، وانخفاض الإنتاج في نخاع العظم لا يؤثر بشكل كبير على مجموع خلايا الدم الحمراء الموجودة في الدورة الدموية (لأنه في هذه الحالة فقر الدم اللاتنسجي يكون لفترة قصيرة). في الناس الذين يعانون من الموت المبكر لخلايا الدم الحمراء (كما في فقر الدم المنجلي) العدوى بفيروس البارفو يمكن أن تؤدي إلى فقر دم حاد.
يرتبط فقر الدم اللاتنسجي بالتعرض لفيروسات معينة كالايدز HIV و فيروس ايبشتاين بار ( EBV ).
إذا أصيبت المرأة بفقر الدم اللاتنسجي خلال الحمل فيكون عادةً مرتبط بمرض مناعي ذاتي حيث يقوم جهاز المناعة بمهاجمة نخاع العظم خلال الحمل.
و أحياناً لا يستطيع الأطباء معرفة سبب للمرض وهنا يسمى فقر الدم اللاتنسجي مجهول السبب (idiopathic aplastic anemia).